# Mahibadhoo
Mahibadhoo (maled. ‏މަހިބަދޫ‎) – miasto na Malediwach należące do atolu Alif Dhaal. Miasto jest największym miastem atolu, a także stolicą administracyjną Alif Dhaal.
Populacja miasta wynosi 1860 mieszkańców (2006).